# Baierbrunn
Baierbrunn es un municipio situado en el distrito de Múnich, en el estado federado de Baviera (Alemania), con una población para finales de 2016 de unos 3266 habitantes.
Se encuentra ubicado al sur del estado, en la región de Alta Baviera, cerca de la ciudad de Múnich y de la orilla del río Isar —un afluente derecho del Danubio—.